# Empis suberis
Empis suberis är en tvåvingeart som beskrevs av Becker 1907. Empis suberis ingår i släktet Empis och familjen dansflugor. Inga underarter finns listade i Catalogue of Life.